# Chris Pappas (chính khách)
Christopher Charles Pappas (sinh ngày 4 tháng 6 năm 1980) là một chính khách và doanh nhân người Mỹ, từng là Đại diện Hoa Kỳ cho quận 1 của quốc hội New Hampshire kể từ năm 2019. Trước đây ông đã phục vụ trong Hội đồng điều hành New Hampshire từ 2013 đến 2019, đại diện cho tổng số 19 thành phố của Quận 4. Chúng bao gồm thành phố Manchester cùng với hai thị trấn khác ở Hillsborough, sáu thị trấn ở Merrimack, tám thị trấn ở Rockingham và hai thị trấn thị trấn ở Hạt Strafford.
Thành viên của Đảng Dân chủ New Hampshire, Pappas là ứng cử viên của Hạ viện Hoa Kỳ trong cuộc bầu cử năm 2018 để thành công với Đại diện Hoa Kỳ Carol Shea-Porter. He was elected on ngày 6 tháng 11 năm 2018, and is the first openly gay person representing New Hampshire in Congress.

## Đời tư
Pappas đồng sở hữu nhà hàng Puritan Backroom ở Manchester, New Hampshire. Puritan Backroom nổi tiếng trong tiểu bang là điểm dừng chân thường xuyên của các ứng cử viên tổng thống trong thời kỳ sơ bộ New Hampshire.
Pappas là người độc thân và chưa bao giờ kết hôn, mặc dù ông nói rằng ông hy vọng hôn nhân và con cái sẽ ở trong tương lai. Pappas là người đồng tính công khai.